# Lactarius baliophaeus
Lactarius baliophaeus é um fungo que pertence ao gênero de cogumelos Lactarius na ordem Russulales. Encontrado na África, foi descrito cientificamente por Pegler em 1969.